# 이란의 성매매
이란에서 성매매는 불법이다.이란 지역에서 이슬람을 믿는 이란인이 아닌 중국인 여성 등 외국인 여성들이 입국하여 비밀리에 매춘이 행해지고 있다. 중국인 여성 등 외국인 여성 매춘부의 정확한 수를 파악할 수 없으며, 국내외에서 논란의 대상이 되고 있다.